# آی‌تی‌سی هتلز
آی‌تی‌سی هتلز (انگلیسی: ITC Hotels) شرکت مهمان‌نوازی هندی است، که در سال ۱۹۷۵ تأسیس شد.